# Středokluky (nádraží)
Středokluky jsou železniční stanice, která se nachází u severozápadního konce obce Kněževes v okrese Praha-západ směrem ke Středoklukám. Kolejiště stanice leží částečně na katastru Kněževse a částečně Středokluk, staniční budova leží na katastru Středokluk. Leží v km 27,345 jednokolejné železniční trati Hostivice–Podlešín mezi odbočkou Jeneček a stanicí Noutonice. Středokluky jsou významné především jako přípojová stanice vlečky pražského letiště, kam míří týdně několik vlaků s leteckým palivem.

## Historie
Stanice byla dána do provozu 11. května 1873, tedy stejně jako úsek Pražsko-duchcovské dráhy stanicí procházející. V roce 1966 byla mezi Středoklukami a Hostivicí zprovozněna přeložka, která vznikla z důvodu výstavby nového pražského letiště.

## Popis stanice
Stanice má tři dopravní koleje: č. 2 (následuje po 4. kusé manipulační koleji u výpravní budovy) o užitečné délce 658 m, č. 1 o délce 660 m a kolej č. 3 o délce 623 m. Ze stanice odbočuje několik vleček: ČSL – Středokluky (do ní je dále zaústěna vlečka Kámen Zbraslav), Porr Středokluky, Vlečka Kuklovi a Vlečka EUROVIA KAMENOLOMY Středokluky. Další vlečka - FM Česká Tuchoměřice - pak odbočuje z širé trati mezi Středoklukami a Noutonicemi. U všech dopravních kolejí jsou vybudována úrovňová nástupiště, u koleje č. 2 s délkou 90 m, u koleje č. 1 s délkou 150 m a u koleje č. 3 s délkou 100 m. Všechna tři nástupiště jsou sypaná, u koleje č. 2 a 1 mají navíc nástupní hranu, přístup na nástupiště je po přechodu před koleje od výpravní budovy.
Ještě v roce 2004 byla stanice vybavena elektromechanickým zabezpečovacím zařízením 1. kategorie se stavědly St. I (hostivické zhlaví) a St. II (noutonické zhlaví), kde byly prostřednictvím ústředních zámků zprostředkování závislostí mezi výslednými klíči od ručně přestavovaných výhybek a světelnými vjezdovými návěstidly. Odjezdová návěstidla ve stanici vůbec nebyla. V té době bylo v obou přilehlých traťových úsecích zavedeno telefonické dorozumívání. V letech 2005-2006 proběhla modernizace trati Hostivice–Středokluky a ve stanici bylo aktivováno nové reléové zabezpečovací zařízení s tlačítkovou volbou. Výpravčí rovněž prostřednictvím rozhraní JOP dálkově ovládá elektronické stavědlo v sousední stanici Noutonice. S novým zabezpečovacím zařízením byla zřízena světelná odjezdová návěstidla u všech kolejí, vjezdová návěstidla jsou umístěna v km 28,135 (S od Noutonic) a v km 30,505 = 26,921 (L od Jenečku), k tomu je třeba dodat, že na hostivickém (jenečském) záhlaví je změna staničení km 30,684 = 27,100.
V úseku Středokluky - Odbočka Jeneček je jízda vlaků zabezpečena stále jen telefonickým dorozumíváním, v úseku Středokluky - Noutonice funguje automatické hradlo AH-88A. Na hostivickém záhlaví v km 30,702 je přejezd P2248 (Nádražní ulice v Kněževsi), který je vybaven přejezdovým zabezpečovacím zařízením se závorami.